# العلاقات البوسنية القطرية
العلاقات البوسنية القطرية هي العلاقات الثنائية التي تجمع بين البوسنة والهرسك وقطر.

## مقارنة بين البلدين
هذه مقارنة عامة ومرجعية للدولتين:
| وجه المقارنة                                              | البوسنة والهرسك                                             | قطر           |
| --------------------------------------------------------- | ----------------------------------------------------------- | ------------- |
| المساحة (كم2)                                             | 51.20 ألف                                                   | 11.44 ألف     |
| عدد السكان (نسمة)                                         | 3.51 مليون                                                  | 2.64 مليون    |
| الكثافة السكانية (ن./كم²)                                 | 68.55                                                       | 230.77        |
| العاصمة                                                   | سراييفو                                                     | الدوحة        |
| اللغة الرسمية                                             | اللغة البوسنوية، اللغة الكرواتية، اللغة الصربية             | اللغة العربية |
| العملة                                                    | مارك بوسني                                                  | ريال قطري     |
| الناتج المحلي الإجمالي (بليون دولار)                      | 18.17 مليار                                                 | 167.61 مليار  |
| الناتج المحلي الإجمالي (تعادل القوة الشرائية) بليون دولار | 41.35 مليار                                                 | 316.40 مليار  |
| الناتج المحلي الإجمالي الاسمي للفرد دولار أمريكي          | 4.25 ألف                                                    | 73.65 ألف     |
| الناتج المحلي الإجمالي للفرد دولار أمريكي                 | 10.43 ألف                                                   | 141.54 ألف    |
| مؤشر التنمية البشرية                                      | 0.733                                                       | 0.850         |
| رمز المكالمات الدولي                                      | +387                                                        | +974          |
| رمز الإنترنت                                              | .ba                                                         | .qa           |
| المنطقة الزمنية                                           | توقيت وسط أوروبا، ت ع م+01:00، ت ع م+02:00، أوروبا/سراييفو ‏ | ت ع م+03:00   |

## منظمات دولية مشتركة
يشترك البلدان في عضوية مجموعة من المنظمات الدولية، منها:
| علم المنظمة | اسم المنظمة                               | تاريخ انضمام البوسنة والهرسك | تاريخ انضمام قطر |
| ----------- | ----------------------------------------- | ---------------------------- | ---------------- |
|             | يونسكو                                    | 2 يونيو 1993                 | 27 يناير 1972    |
|             | وكالة ضمان الاستثمار متعدد الأطراف        | 19 مارس 1993                 | 22 أكتوبر 1996   |
|             | الأمم المتحدة                             | 22 مايو 1992                 | 21 سبتمبر 1971   |
|             | الاتحاد البريدي العالمي                   | ?                            | ?                |
|             | البنك الدولي للإنشاء والتعمير             | 25 فبراير 1993               | 25 سبتمبر 1972   |
|             | الاتحاد الدولي للاتصالات                  | 20 أكتوبر 1992               | 27 مارس 1973     |
|             | منظمة حظر الأسلحة الكيميائية              | ?                            | ?                |
|             | مؤسسة التمويل الدولية                     | 25 فبراير 1993               | 11 أكتوبر 2008   |
|             | المركز الدولي لتسوية المنازعات الاستشارية | 13 يونيو 1997                | 20 يناير 2011    |
|             | منظمة الشرطة الجنائية الدولية             | ?                            | ?                |

## أعلام
هذه قائمة لبعض الشخصيات التي تربطها علاقات بالبلدين:
- إلدار ميميشفيتش (لاعب كرة يد قطري، 21 يونيو 1992 – )
- دانييل شاريش (لاعب كرة يد قطري، 27 يوليو 1977 – )

## وصلات خارجية
- موقع وزارة الخارجية البوسنية
- موقع وزارة الخارجية القطرية